# 4162 SAF
4162 SAF eller 1940 WA är en asteroid i huvudbältet, som upptäcktes den 24 november 1940 av den franske astronomen André Patry vid Niceobservatoriet. Den har fått sitt namn efter det franska astronomiska sällskapet, Société astronomique de France.
Asteroiden har en diameter på ungefär 24 kilometer.